# Riosucio (Kolumbia)
Riosucio – miasto w Kolumbii, w departamencie Chocó.